# Медаль «Ніколае Тестеміцану»
Медаль «Ніколає Тестеміцану» — державна медаль Республіки Молдова. В ієрархії пріоритетності медалей вона остання, відразу після медалі «Міхай Емінеску».
Медаль «Ніколає Тестеміцану» присуджується за:
- особливі заслуги в розвитку охорони здоров'я, фармацевтики, курортології та профілактичної медицини;
- вагомий внесок у розвиток медичної науки, у впровадження досягнень науки в практику охорони здоров'я, у підготовку наукових працівників і висококваліфікованих спеціалістів у галузі медицини;
- плідну організаційну та методично-дидактичну діяльність;
- активну участь у реалізації державної соціальної політики.[1]

## Опис
Медаль «Ніколае Тестеміцану» виготовлена з патинованого томпаку у формі кола діаметром 30 мм із рельєфним зображенням обличчя Ніколае Тестеміцану в центрі. У верхній частині медалі, в ексерге, рельєфно надруковано напис «Nicolae Testemițanu».
Медаль кріпиться за допомогою кільця до шпильки, обтягнутої перлинно-білою стрічкою шириною 30 мм, яка має симетричні смуги синього, червоного та зеленого кольорів і червону смугу посередині. До нижньої частини заколки накладено вінок із двох лаврових гілок
симетричний і емблема медицини — чаша, згорнута змією, з патинованого томбаку.

## Нагороджені медаллю «Ніколае Тестеміцану»

### 2000-ті роки

#### 2004 рік
- Зінаїда Анестиаді, керівник відділу УСМФ «Ніколае Тестеміцану»
- Павел Чобану, керівник відділу УСФМ «Ніколае Тестеміцану»
- Кирило Драганюк, директор Республіканського центру медичної діагностики
- Петру Галечі, проректор USMF «Ніколае Тестеміцану»
- Діомід Герман, професор університету USMF «Ніколае Тестеміцану»
- Георге Гідірім, голова відділу USMF «Ніколае Тестеміцану»
- Єва Гудумац, керівник відділу USMF «Ніколае Тестеміцану»
- Іон Маркочі, лікар НДЦ неврології та нейрохірургії
- Тимофій Мошняга, почесний головний лікар Республіканської клінічної лікарні
- Георге Паладі, професор університету USMF «Ніколае Тестеміцану»
- Павло Постован, екс-заступник голови Дрокиївського райвиконкому
- Генрієтта Руді, професор університету USMF «Ніколае Тестеміцану»
- Андрій Тестеміцану, керівник відділу Республіканського центру медичної діагностики
- Костянтин Цибірна, професор університету USMF «Ніколае Тестеміцану»
- Марія Сухарщина, заступник головного лікаря поліклініки Лікувально-сенаторського та оздоровчого об'єднання Державної канцелярії
- Лучія Андріс, професор університету USMF «Ніколае Тестеміцану»
- Михайло Барабаш, викладач університету USMF «Ніколае Тестеміцану»
- Думітру Кройтор, професор університету USMF «Ніколае Тестеміцану»
- Михайло Раєвський, викладач університету USMF «Ніколае Тестеміцану»
- Сабіна Ботнару, професор Національного коледжу медицини та фармації в Кишиневі
- Борис Головін, директор Національного коледжу медицини та фармації в Кишиневі
- Ала Манолаче, професор Національного коледжу медицини та фармації в Кишиневі
- Ангеліна Уманець, професор Національного коледжу медицини та фармації в Кишиневі

#### 2005 рік
- Валеріу Чіку, професор університету USMF «Ніколае Тестеміцану»
- Євген Діюк, керівник відділу USMF «Ніколае Тестеміцану»
- Ніколае Ешану, керівник відділу USMF «Ніколае Тестеміцану»
- Станіслав Гроппа, завідувач кафедри УСМФ «Ніколае Тестеміцану»
- Арсені Гуцан, професор університету USMF «Ніколае Тестеміцану»
- Володимир Хотіняну, керівник відділу УМФ «Ніколае Тестеміцану»
- Іон Молдовану, керівник відділу УСМФ «Ніколае Тестеміцану»
- Валеріу Ревенко, керівник відділу USMF «Ніколае Тестеміцану»
- Ала Греку, старший асистент Інституту онкології ім
- Василе Йовмір, завідувач відділу Інституту онкології ім
- Людмила Мазілу, лікар військового госпіталю
- Тетяна Мура, головна медсестра поліклініки МВС
- Іон Лупан, завідувач відділення Республіканської клінічної дитячої лікарні «Еміліан Коцага»

#### 2006 рік
- Віктор Єфтодій, заступник директора Інституту онкології ім
- Марк Штемберг, викладач університету USMF «Nicolae Testemițanu»
- Георге Шібірне, вчений секретар Секції медичних наук Академії наук Молдови
- Марія Грибач, старший фельдшер ННПЦМД
- Галина Чітороага, старший фельдшер Центру здоров'я села Сіпотені Каларашського району
- Маріана Флоря, головний лікар районної лікарні міста Чимишлія
- Думітру Тінтюк, керівник відділу USMF «Ніколае Тестеміцану»
- Лучія Гавріліце, директор Центру соціальної інтеграції дітей з обмеженими можливостями «Сперанца»
- Екатерина Головатий, президент Асоціації підтримки дітей з фізичними вадами з Молдови
- Іларіон Постолачі, завідувач кафедри USMF «Ніколае Тестеміцану»

#### 2007 рік
- Лариса Бумакова, завідуюча лабораторією Національного центру переливання крові
- Іон Кіртоаке, керівник Центру здоров'я Суслені, район Орхей
- Екатерина Косукова, сімейний лікар Центру здоров'я Албота, район Тараклія
- Микола Долгі, колишній генеральний директор Лікувально-санаторної та оздоровчої асоціації
- Олена Вірлан, фармацевт, директор аптеки № 419, муніципалітет Белці
- Лідія Вакарчук, головна медсестра районної лікарні Фелешті
- Нелі Тарковські, начальник відділу Військового госпіталю Медичного управління МВС
- Ана Самсон, професор медичного коледжу в Оргеєві
- Олена Морару, завідуюча відділенням Республіканської клінічної лікарні

#### 2008 рік
- Борис Руснац, епідеміолог
- Микола Бологан, підприємець
- Ангеліна Чіабуру, керівник центру аудіології, слухопротезування та медико-педагогічної реабілітації
- Михайло Маргінян, президент Асоціації інвалідів Республіки Молдова
- Лучія Нігай, медсестра в Офісі сімейних лікарів Блештені, Єдинецький район
- Корнелія Гросу, головний лікар Центру реабілітації дітей з важкими вадами опорно-рухового розвитку
- Надія Мадоніч, завідуюча відділенням реабілітаційного центру для дітей «Сергіївка», м. Сергіївка, Україна

#### 2009 рік
- Григоре Гожан, директор Спеціалізованого медичного центру Клінічної лікарні МОЗ
- Віра Чертан, директор Територіальної медичної асоціації Буюкань, муніципалітет Кишинева
- Сільвіу Кондреа, керівник відділу Республіканського центру медичної діагностики
- Михайло Ефтоді, завідувач відділенням республіканського центру медичної діагностики